# Ulrich Schlüer

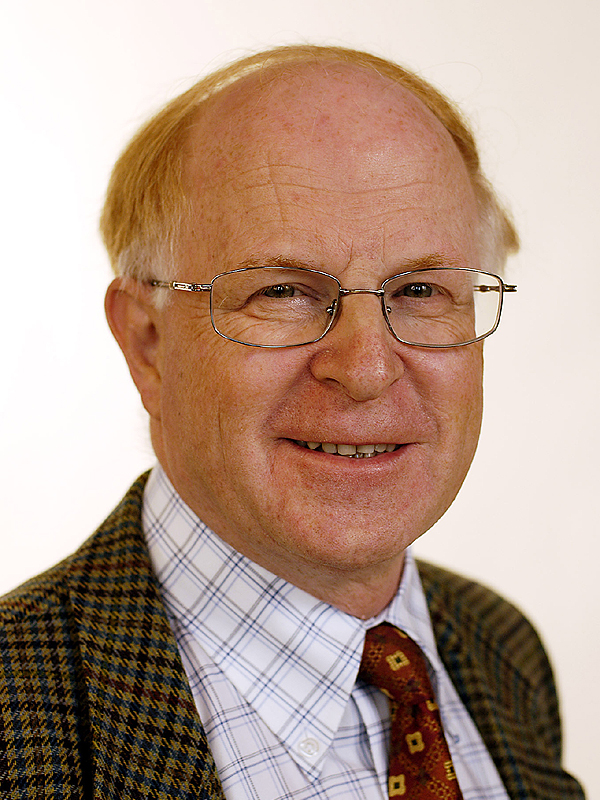
Ulrich Schlüer, vor 2009

Ulrich Walter Schlüer (* 17. Oktober 1944 in Zürich) ist ein Schweizer Politiker (Republikanische Bewegung, danach SVP).

## Biografie
Nach dem Studium der Geschichte und der Deutschen Literatur an der Universität Zürich legte Ulrich Schlüer 1970 das Lizentiat ab und wurde 1978 promoviert. Seit 1969 arbeitete er als Mittelschullehrer für Geschichte in Zürich.
Ulrich Schlüer ist seit 1970 verheiratet, hat vier Kinder und lebt in Flaach. In der Schweizer Armee bekleidete er den Rang eines Gefreiten.

## Politik

### Standpunkte
Schlüer vertritt nationalkonservative Ansichten. Er setzt sich gegen eine Annäherung der Schweiz an internationale Organisationen wie die UNO, die NATO und die EU ein.
Im September 2007 erlangte er auch ausserhalb der Schweiz Bekanntheit, als er von der britischen Tageszeitung The Independent interviewt wurde.

### Organisationen
Schlüer war Sekretär des umstrittenen Republikaners James Schwarzenbach. Er war Vorstandsmitglied der 1982 gegründeten Arbeitsgruppe Südliches Afrika (asa), die das Apartheidsregime in Südafrika durch Einflussnahme auf die Berichterstattung in Schweizer Medien unterstützen wollte. Schlüer ist Mitglied der Aktion für eine unabhängige und neutrale Schweiz (AUNS). Er ist Geschäftsführer von Sicherheit für alle (Sifa).
Schlüer ist Mitglied des Flaacher Initiativkomitees der im Mai 2007 lancierten und im November 2009 angenommenen Eidgenössischen Volksinitiative «Gegen den Bau von Minaretten».

### Mandate
Von 1994 bis 1998 war Schlüer Gemeindepräsident von Flaach. Von 2000 bis 2005 war er Mitglied des Zürcher Verfassungsrats und präsidierte dort die SVP-Fraktion.
Im Jahr 1995 wurde Schlüer in den Nationalrat gewählt und 1999 und 2003 wiedergewählt. Bei den Wahlen 2007 wurde Schlüer nicht bestätigt, rückte jedoch nach der Wahl von Ueli Maurer in den Bundesrat am 2. März 2009 als erster Ersatzkandidat nach. Bei den Nationalratswahlen 2011 wurde er erneut nicht wiedergewählt. In den Nationalratswahlen 2023 wurde er nicht gewählt.
Schlüer gehörte von 1995 bis 2011 der Aussenpolitischen Kommission und 1999 bis 2011 der Sicherheitspolitischen Kommission an.

## Verlagswesen

### «Schweizerzeit»
Ulrich Schlüer gründete 1979 die Schweizerzeit Verlags AG und war bis 2015 Chefredaktor der nationalkonservativen Zeitung Schweizerzeit.

### «Bürger und Christ»
Schlüer war bis 1996 Vizepräsident und Delegierter der Bürger und Christ Verlags AG mit Sitz in Flaach. Der Verlag war u. a. Herausgeber der Zeitschrift «Bürger und Christ» und organisierte Tagungen zu den Themenbereichen Kirche, Staat und Politik. Der Inhalt von «Bürger und Christ» galt als homophob sowie islamfeindlich und dem Verein zur Förderung der Psychologischen Menschenkenntnis (VPM) nahestehend.

### «Protea»
Schlüer war Vizepräsident der Protea Publikationen AG mit Sitz in Flaach. Er hatte diese Funktion bis zur Auflösung der AG im Jahr 1996 inne. Die Aktiengesellschaft stellte sich die «Herausgabe von Publikationen und die Organisation von Seminarien zum Thema südliches Afrika» zur Aufgabe. Die Ausführungen Schlüers in den Ausgaben der Protea-Publikation fielen zugunsten der weissen Regierung in Südafrika aus und galten als tendenziös.